# 철마한우불고기축제
철마한우불고기축제는 2005년 10월부터 부산광역시 기장군 철마면 장전리의 철마천의 지류인 장전천 들녘에서 개최하는 축제이다.